# 圓柱接點

圓柱接點的三維圖

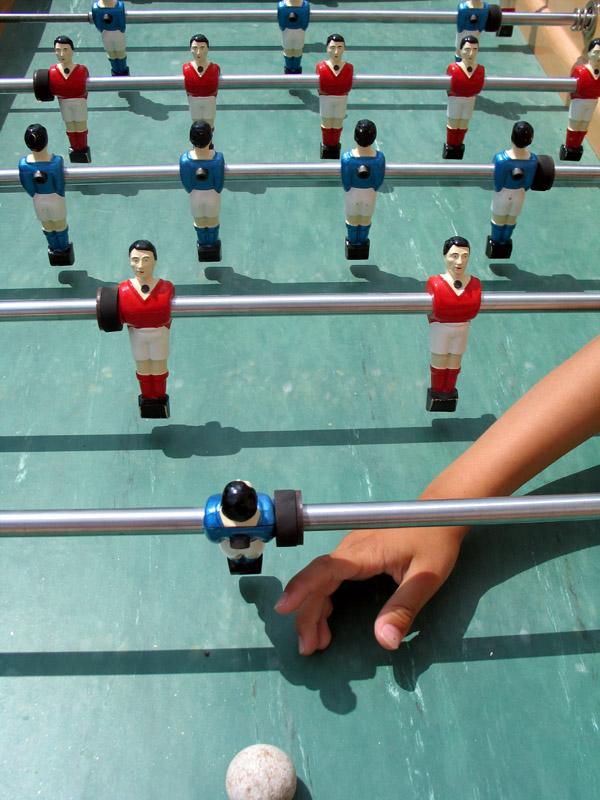
桌上足球中，玩家可以操縱裝有球偶的球桿，使球桿左右移動，或是旋轉球桿，讓球偶攻擊或防守，運動方式就是圓柱接點的兩個自由度

圓柱接點（cylindrical joint）是有兩個自由度的运动副，常用在機構中。圓柱接點可以提供一維軸向的滑動功能以及單軸的旋轉功能，因此連接的二個剛體可以滑動及旋轉。像桌上足球裡，玩家可以操縱裝有球偶的球桿，使球桿左右移動，或是旋轉球桿，讓球偶攻擊或防守，這二種運動方式正和圓柱接點的自由度相同。
類似圓柱接點的运动副有旋轉接點和稜柱接點，旋轉接點只有單軸旋轉功能，而稜柱接點只有一維軸向的滑動功能。。